# Exostema coriaceum
Exostema coriaceum är en måreväxtart som först beskrevs av Jean Louis Marie Poiret, och fick sitt nu gällande namn av Schult.. Exostema coriaceum ingår i släktet Exostema och familjen måreväxter. Inga underarter finns listade i Catalogue of Life.